# 악당들
악당들(A Bunch of Bastards, Bastardi a mano armata)은 가브리엘 알바네시 감독의 2021년 영화이다. 2021년 2월 11일부터 프라임 비디오를 통해 공개되었다. 마르코 보치 등이 출연했으며 사운드트랙은 에마누엘레 프루시가 작곡했다.

## 줄거리
미켈레는 아내 다미아나와 복잡한 관계를 가진 10대 의붓딸 피오레와 함께 외진 산속 샬레에서 생활하고 있다. 어느 날 밤, 범죄자 세르조가 그들의 집에 들어와 인질로 잡으면서, 그는 칼리굴라를 대신해 최근 도난당한 귀중한 물건을 찾기 위해 온 것이라 밝힌다.
이들이 사는 고급 산장은 겉보기에는 도시의 소란으로부터 완전히 격리된 것처럼 보인다. 하지만 세르조의 침입으로 평화는 깨지고, 그는 미켈레와 두 여성의 평온한 생활을 방해한다. 세르조는 의문스러운 칼리굴라의 대리인으로서, 도난 사건으로 사라진 값비싼 전리품을 되찾아야 하는 임무를 가지고 있다.
무장하고 냉혹한 세르조에 비해 뚜렷하게 열세인 상황임에도 불구하고, 미켈레는 이 위기를 더욱 복잡하게 만들며, 자신과 의붓딸 피오레에 관한 숨겨진 진실을 드러내게 된다. 이 과정에서 세르조는 그들과의 대면을 통해 미켈레의 비밀을 파헤치게 된다.

## 출연
- 마르코 보치 - 세르조 역
- 포르투나토 체르리노 - 칼리굴라 역
- 페피노 마조타 - 토니 역